# Aloe buchlohii
Aloe buchlohii är en grästrädsväxtart som beskrevs av Werner Rauh. Aloe buchlohii ingår i släktet Aloe och familjen grästrädsväxter. Inga underarter finns listade i Catalogue of Life.